# Middelharnis
Middelharnis
(anhörenⓘ) (seeländisch Menheerse) ist eine ehemalige Gemeinde in der niederländischen Provinz Südholland auf der Insel Goeree-Overflakkee mit 18.070 Einwohnern (Stand: 31. Dezember 2012) und einer Oberfläche von 86,77 km² (wovon 26,06 km² Wasser). Middelharnis ist auch der Name des Hauptortes dieser ehemaligen Gemeinde; weitere Orte, die zur Gemeinde Middelharnis gehörten, sind Battenoord, Nieuwe Tonge, Sommelsdijk und Stad aan 't Haringvliet. Sie gehört seit dem 1. Januar 2013 zur Gemeinde Goeree-Overflakkee.
Die Gemeinde Middelharnis war im Jahr 1966 durch Fusion der Gemeinden Middelharnis, Nieuwe Tonge, Sommelsdijk und Stad aan 't Haringvliet entstanden.

## Galerie

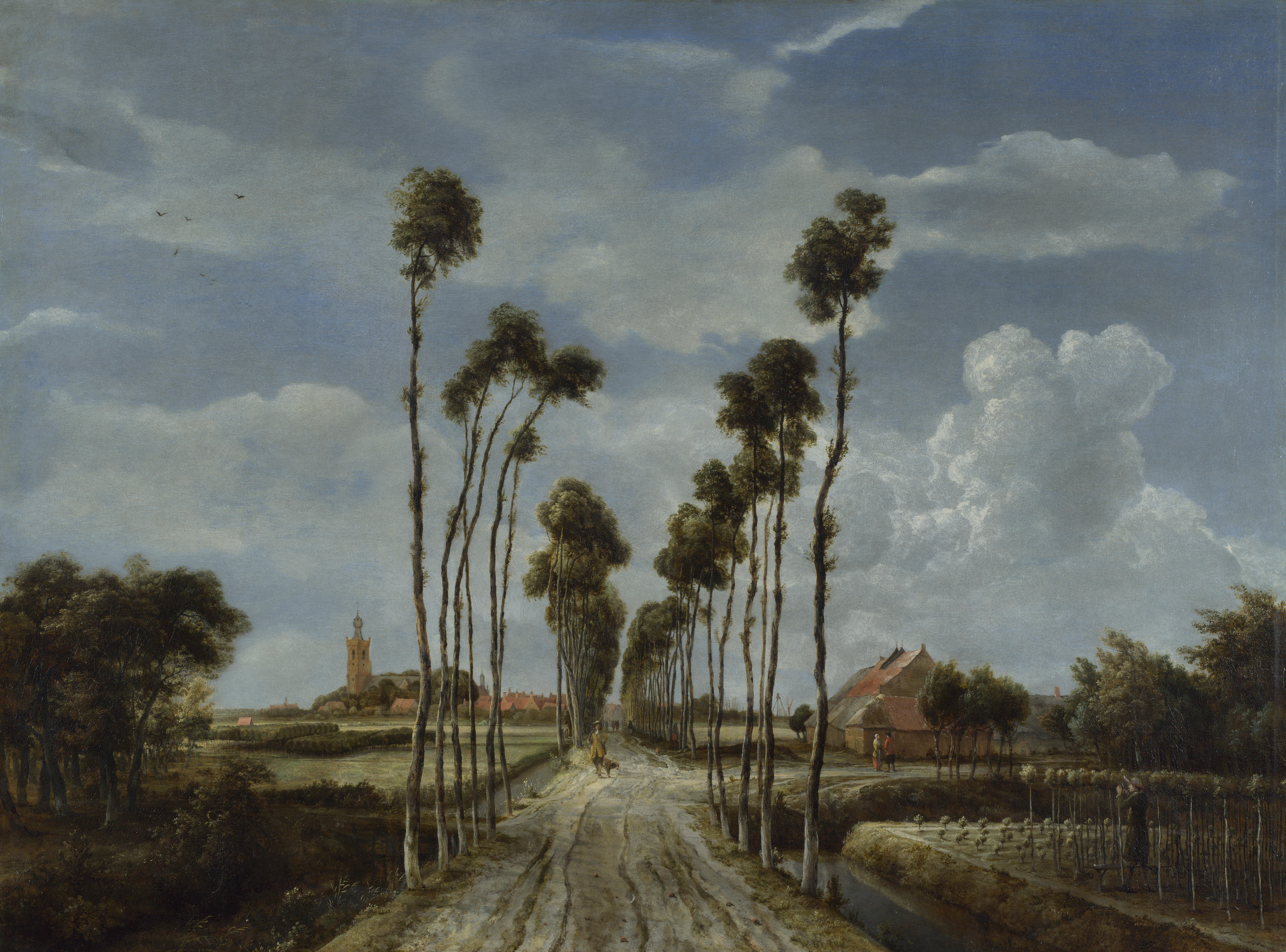
Allee von Middelharnis  des barocken Landschaftsmalers Meindert Hobbema, 1689, National Gallery (London)
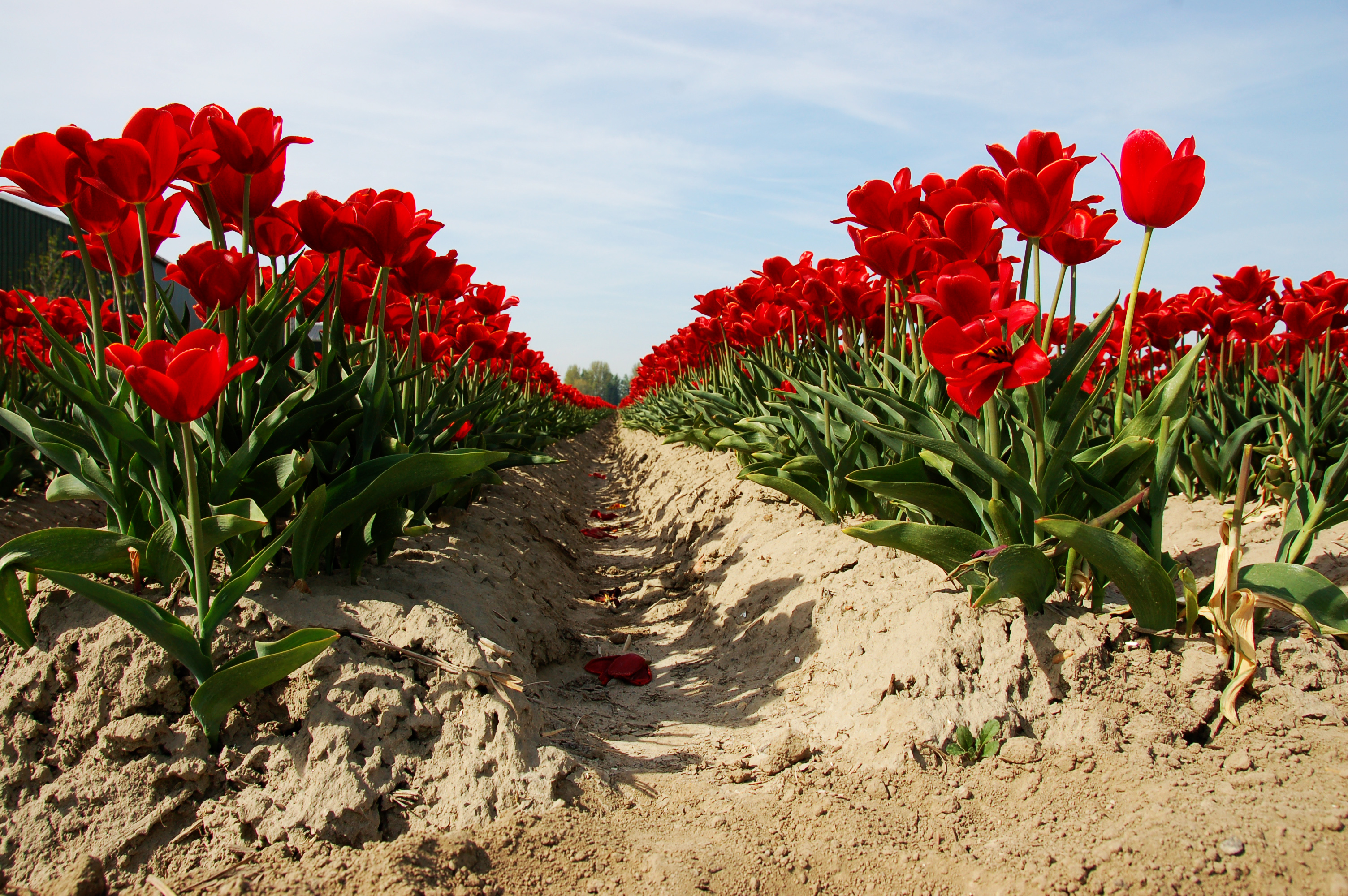
Tulpenfeld bei Middelharnis
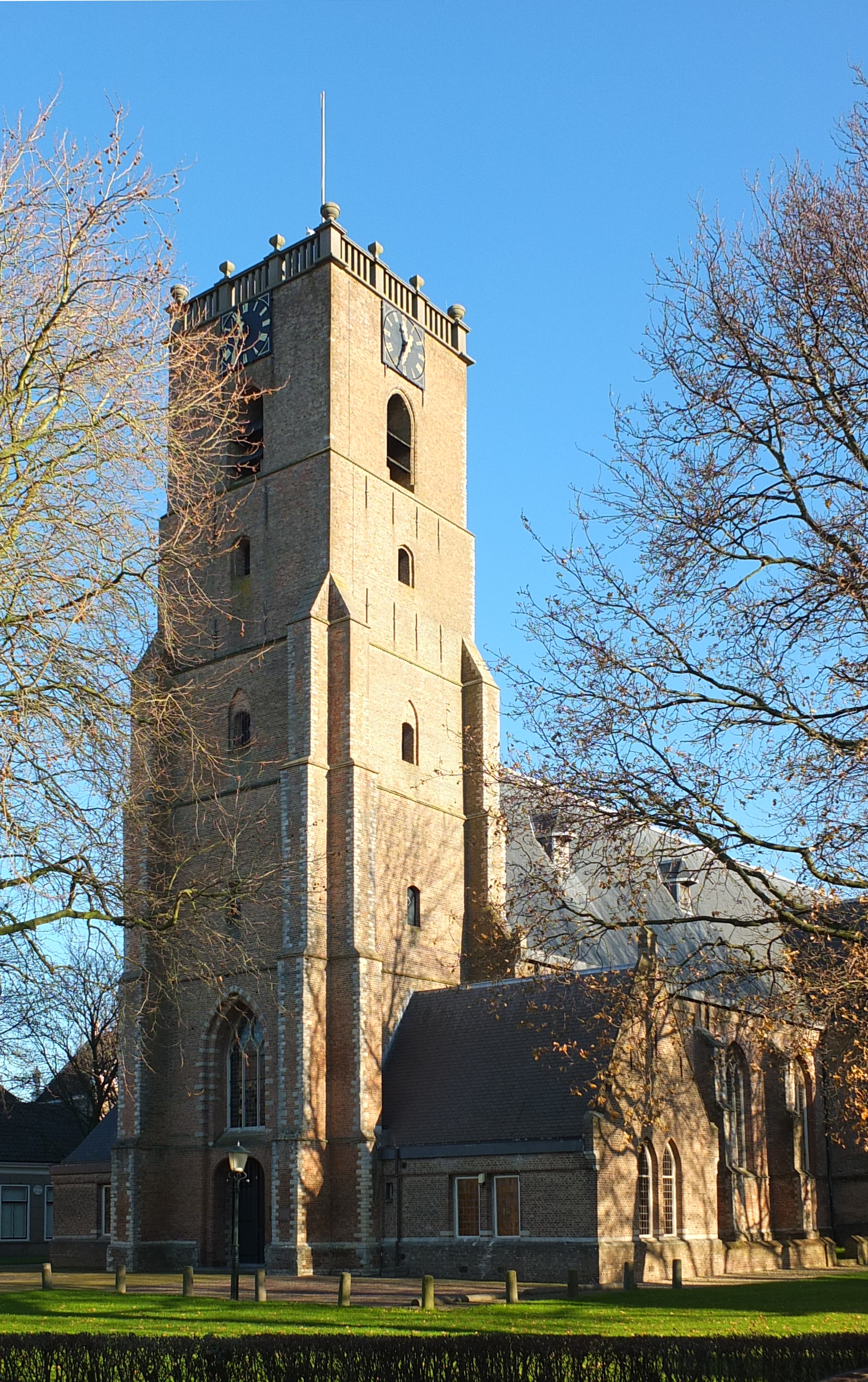
Nederlands Hervormde Kerk

## Politik

### Sitzverteilung im Gemeinderat
| Partei                          | Sitze | Sitze | Sitze | Sitze |
| Partei                          | 1998  | 2002  | 2006  | 2010  |
| ------------------------------- | ----- | ----- | ----- | ----- |
| Vooruitstrevend Dorpsbelang '78 | 2     | 2     | 3     | 4     |
| SGP                             | 4     | 4     | 3     | 4     |
| ChristenUnie                    | —     | 2     | 2     | 2     |
| PvdA                            | 3     | 2     | 3     | 2     |
| VVD                             | 2     | 2     | 2     | 2     |
| CDA                             | 2     | 2     | 2     | 2     |
| D66                             | —     | —     | —     | 1     |
| Algemeen Burgerbelang           | —     | 3     | 2     | —     |
| GroenLinks                      | —     | —     | 0     | —     |
| Democratisch Platform Nederland | —     | —     | 0     | —     |
| Lijst Hoogzand                  | 2     | —     | —     | —     |
| RPF                             | 2     | —     | —     | —     |
| Gesamt                          | 17    | 17    | 17    | 17    |